# Celloconcert (Vaughan Williams)
Het Celloconcert van Ralph Vaughan Williams werd nooit voltooid. De Britse componist werkte er aan gedurende de jaren 1942 en 1943 maar wist het niet tot een goed eind te krijgen. Hij had wel alvast een solist op het oog: Pablo Casals. Het eerste deel Rapsodie was in een vergevorderd stadium; het tweede langzame deel kreeg al een thema, maar van de finale staat nauwelijks iets op papier. Tot nu toe heeft niemand zich eraan gewaagd het alsnog te completeren (2014). 